# Ед Ковалчик
Едуард Джоел Ковалчик (роден на 16 юли 1971 г.) е вокал на групата Live. Определя влиянието си от личности като Джиду Кришнамурти и интегралния мислител Кен Уилбър, рефлектирайки върху музикалната му поезия на песнописец и музикант, към мистичните и духовни тенденции. Той повлиява на музикални групи като Daughtry, Matchbox Twenty и Breaking Benjamin.

## Личен живот
Понастоящем живее в щата Калифорния, със съпругата си Ерин и двете си дъщери Ана София и Наташа. Отраснал в Йорк, Пенсилвания.
През 2008 г. се появява в музикален видео-клип, с песента „Ще бъда ли“, заедно с групата Блек Айд Пийс (Black Eyed Peas) заедно с Джон Леджънт, Скарлет Йохансон и рап-ъра Ник Канон, в подкрепа на кандидатурата за Американски Президент, на Барак Обама.

## Извън музиката
Участва във филма на Дейвид Финчър, „Боен клуб“, като сервитьор. Първата му и единствена роля в киното.
|  | Тази страница частично или изцяло представлява превод на страницата Ed Kowalczyk в Уикипедия на английски. Оригиналният текст, както и този превод, са защитени от Лиценза „Криейтив Комънс – Признание – Споделяне на споделеното“, а за съдържание, създадено преди юни 2009 година – от Лиценза за свободна документация на ГНУ. Прегледайте историята на редакциите на оригиналната страница, както и на преводната страница, за да видите списъка на съавторите. ВАЖНО: Този шаблон се отнася единствено до авторските права върху съдържанието на статията. Добавянето му не отменя изискването да се посочват конкретни източници на твърденията, които да бъдат благонадеждни. |